# Саутфилд (Мичиген)
Саутфилд (енгл. Southfield) град је у америчкој савезној држави Мичиген. По попису становништва из 2010. у њему је живело 71.739 становника.

## Демографија
Према попису становништва из 2010. у граду је живело 71.739 становника, што је 6.557 (8,4%) становника мање него 2000. године.
| Група             | 2000.          | 2010.          |
| Белци             | 30.025 (38,3%) | 17.537 (24,4%) |
| Афроамериканци    | 42.454 (54,2%) | 50.432 (70,3%) |
| Азијати           | 2.416 (3,1%)   | 1.233 (1,7%)   |
| Хиспаноамериканци | 934 (1,2%)     | 957 (1,3%)     |
| Укупно            | 78.296         | 71.739         |